# Saint-Cibard
Saint-Cibard es una comuna francesa, situada en el departamento de la Gironda, en la región de Aquitania en el suroeste de Francia. Elabora vino de Burdeos dentro de la denominación de origen Bordeaux Côtes de Francs.

## Demografía
| 167 | 207 | 191 | 190 | 201 | 192 |
| Para los censos de 1962 a 1999 la población legal corresponde a la población sin duplicidades (Fuente: INSEE [Consultar]) |     |     |     |     |     |